# Creo en América
«Creo en América» es una canción interpretada por el cantautor argentino Diego Torres con la colaboración del grupo musical colombiano ChocQuibTown y de la cantante brasileña Ivete Sangalo, incluida en la edición especial de Distinto, el séptimo álbum de estudio de Diego Torres, lanzado en 2011.
Ésta se convirtió en el himno oficial de la Copa América 2011 llevada a cabo en Argentina. La canción cuenta con su videoclip que fue publicado en YouTube. El 1 de julio de 2011, en la inauguración de la copa en el Estadio Ciudad de La Plata, la canción fue interpretada por Diego Torres, Ivete Sangalo y el grupo colombiano ChocQuibTown.

## Posicionamiento en listas
| Lista (2011)        | Mejor posición |
| ------------------- | -------------- |
| Argentina (Top 100) | 1              |

## Historial de lanzamientos
| País            | Fecha              | Formato          | Discográfica    | Ref   |
| --------------- | ------------------ | ---------------- | --------------- | ----- |
| Edición mundial | 31 de mayo de 2011 | Descarga digital | Universal Music | [ 3 ] |
| Argentina       | 1 de julio de 2011 | Airplay          | Universal Music | [ 4 ] |